# Hamburg-Neuland
Neuland ist ein Hamburger Stadtteil im Bezirk Harburg.

## Geografie

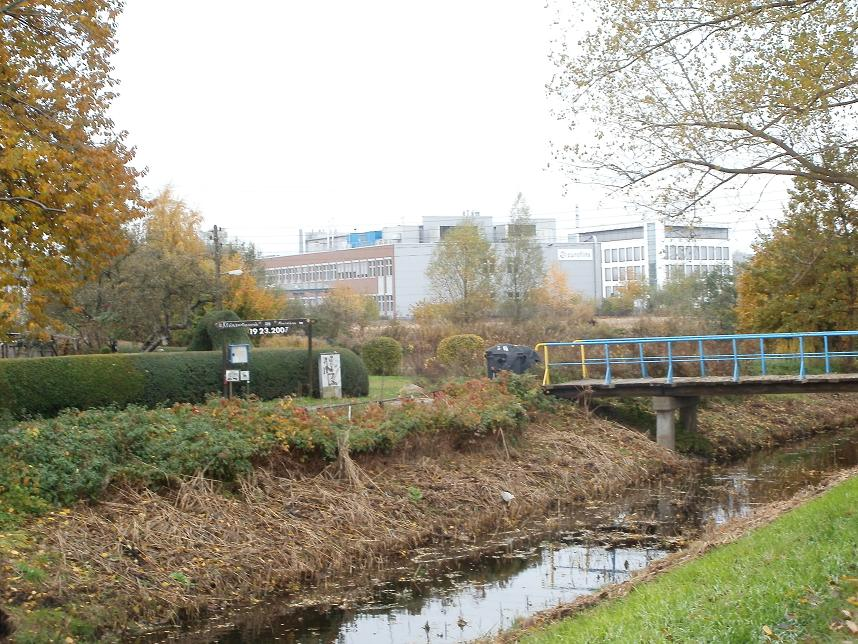
Kleingärten, Wassergraben und Gewerbe in Neuland

Die Gegend um den Großmoorbogen wird durch Industrie- und Gewerbebetriebe geprägt. Nördlich der Neuländer Straße befinden sich Kleingärten und östlich der Autobahn A 1 liegen fast nur Wiesen und Felder. In der Nähe der hier befindlichen Autobahn-Anschlussstelle Harburg soll ein Gewerbegebiet mit Logistikpark entstehen. Die Fläche soll bis zu 34 Hektar groß werden und Ende der 2010er Jahre gebaut werden.
Der Ortsteil Fünfhausen (Lage) liegt am Süderelbe-Ufer zwischen Fünfhausener Hauptdeich, Fünfhausener Straße und Fünfhausener Landweg und grenzt im Osten an den niedersächsischen Ortsteil Bullenhausen der Gemeinde Seevetal (Landkreis Harburg).

### Nachbargemeinden
Nördlich von Neuland fließt die Süderelbe, deren nördliches Ufer zu Wilhelmsburg gehört. Im Osten grenzt Neuland an den Landkreis Harburg, im Süden an Gut Moor und im Westen an Harburg.

## Geschichte
Neuland wurde Ende des 13. Jahrhunderts durch die Kultivierung fruchtbarer Uferzonen der Elbe mit seinen Überschwemmungszonen geschaffen. 1937 kam das vorher preußische Neuland, ebenso wie einige andere Gemeinden des Landkreises, durch das Groß-Hamburg-Gesetz zur Freien und Hansestadt Hamburg.

## Politik
Die Bürgerschaftswahl 2020 für die Wahl zur Hamburgischen Bürgerschaft brachte in Neuland, das zum Wahlkreis Harburg gehört, zusammen mit Gut Moor folgendes Ergebnis:
| Bürgerschaftswahl | SPD    | AfD    | CDU    | Grüne 1) | Linke 2) | FDP    | Übrige    |
| ----------------- | ------ | ------ | ------ | -------- | -------- | ------ | --------- |
| 2020              | 45,1 % | 13,1 % | 12,4 % | 12,0 %   | 05,4 %   | 05,1 % | 06,9 %    |
| 2015              | 47,4 % | 11,5 % | 20,5 % | 04,2 %   | 04,4 %   | 08,0 % | 04,0 %    |
| 2011              | 52,0 % | –      | 26,2 % | 05,9 %   | 04,4 %   | 06,4 % | 05,1 %    |
| 2008              | 36,7 % | –      | 47,2 % | 06,4 %   | 04,4 %   | 03,4 % | 01,8 %    |
| 2004              | 31,6 % | –      | 50,8 % | 05,1 %   | –        | 02,2 % | 10,3 % 3) |
| 2001              | 33,0 % | –      | 21,9 % | 04,7 %   | 00,2 %   | 04,4 % | 35,8 % 4) |

Für die Bundestagswahl gehört Neuland zum Wahlkreis Hamburg-Bergedorf – Harburg. Bei den Bezirksversammlungswahlen zählt der Stadtteil zum Wahlkreis Harburg, Neuland, Gut Moor.

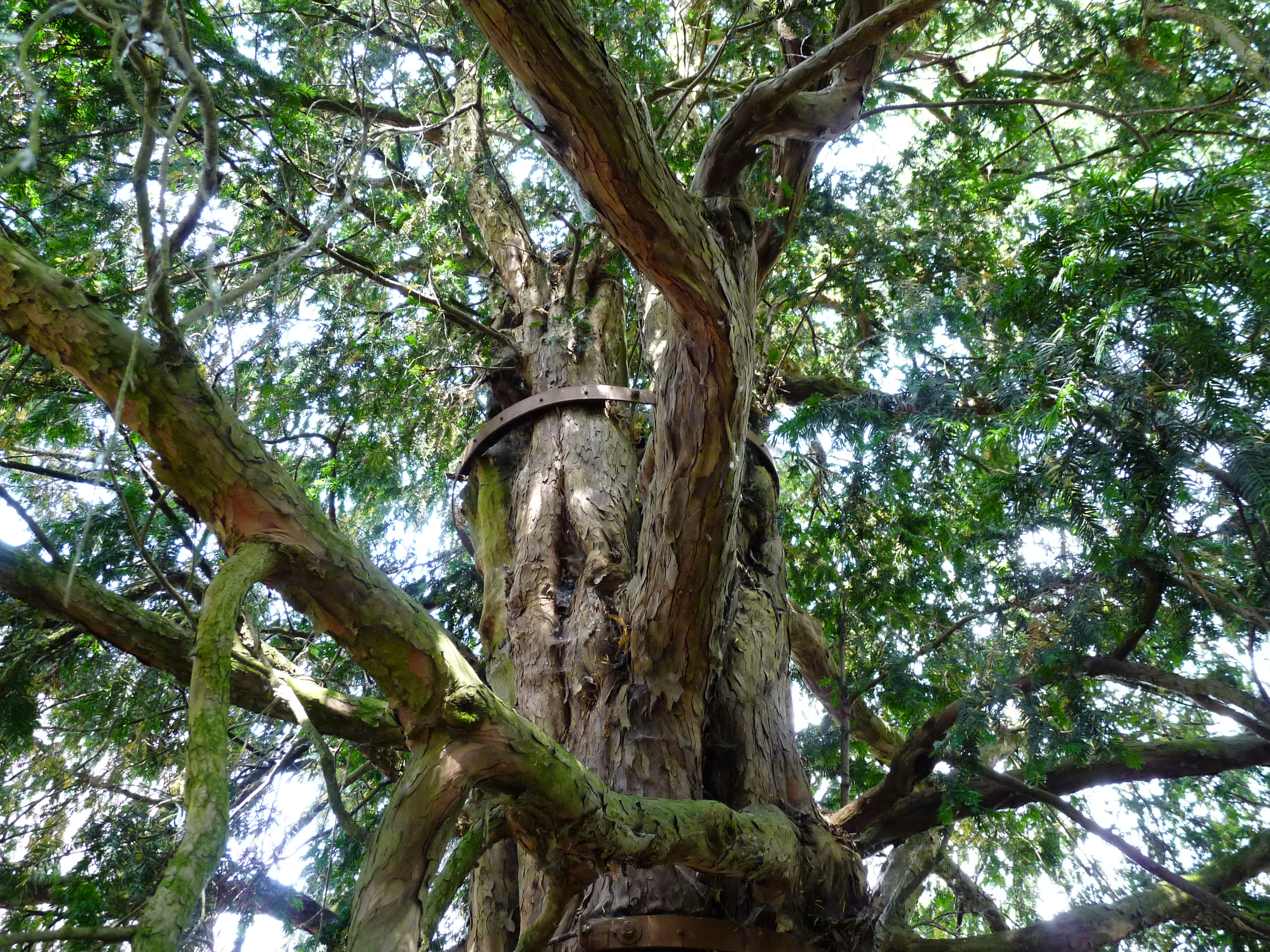
Tausendjährige Eibe

## Naturschutz
Das Naturschutzgebiet Schweenssand liegt in Neuland. Dort steht eine 800 bis 1000 Jahre alte Eibe. Sie gilt als der älteste Baum Hamburgs.
Weiterhin befinden sich in Neuland das Naturschutzgebiet Neuländer Wiesen und das Landschaftsschutzgebiet Neuland.

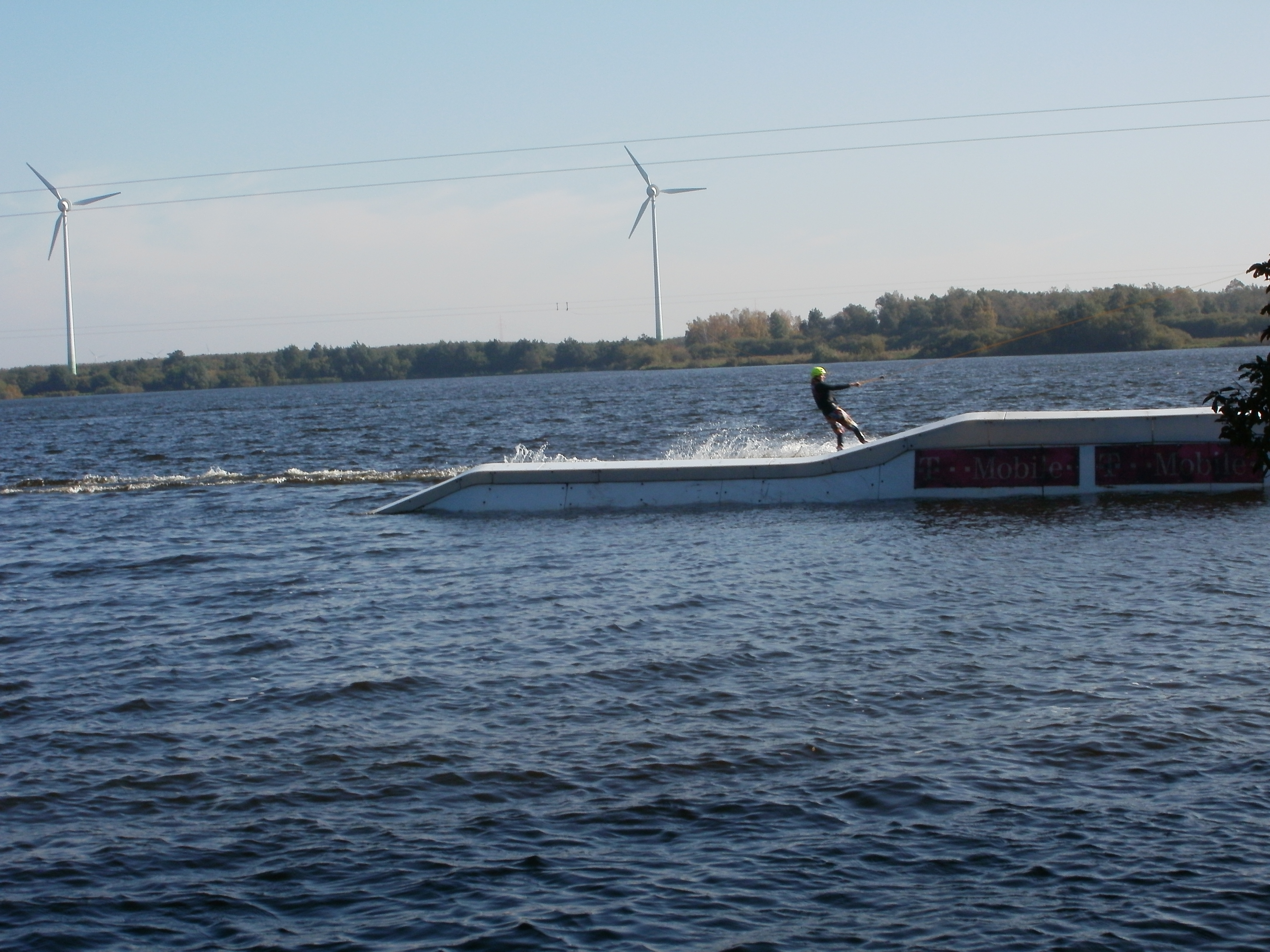
Wasserskianlage am Neuländer See

## Sport
Der TSV Neuland spielt in der Bezirksliga Süd. Am Neuländer See gibt es eine Wasserskianlage.
Außerdem gibt es den Neulander Yacht-Club.

## Verkehr
Neuland liegt an der Bundesautobahn 1 mit der Anschlussstelle Hamburg-Harburg und der Bundesstraße 75 mit der Anschlussstelle Hamburg-Neuland.
Der nächste Bahnhof ist der Bahnhof Hamburg-Harburg mit Halt von Fern-, Regional- und S-Bahn-Zügen und einem Busbahnhof für den Nah- und Regionalverkehr. Von hier wird Neuland mit den beiden Buslinien 149 (über Neuländer Elbdeich nach Over) und 349 (Ringlinie über den Großmoorbogen) innerhalb des Hamburger Verkehrsverbundes erschlossen.

## Bildung
In Neuland befindet sich die Grundschule Neuland, die kleinste eigenständige Schule Hamburgs, und der Elbcampus, das Bildungs- und Kompetenzzentrum der Handwerkskammer Hamburg.